# Chicoutimi-Saguenay (circonscription provinciale)
Chicoutimi-Saguenay est un ancien district provincial du Québec qui existe au sein de la Confédération jusqu'en 1912.

## Historique
Suivie de : Chicoutimi et Charlevoix-Saguenay
Chicoutimi-Saguenay fait partie des 65 premières circonscriptions provinciales (alors appelées districts électoraux) créées à la Confédération de 1867.
Elle est représentée pour la dernière fois à l'Assemblée nationale du Québec en 1912.

## Liste des députés

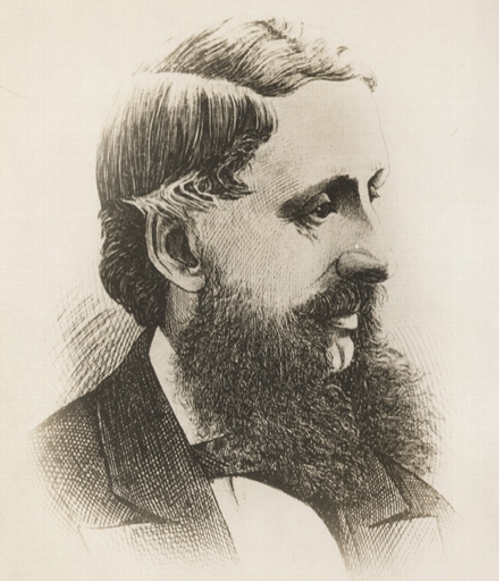
Pierre-Alexis Tremblay est député de Chicoutimi-Saguenay de 1872 à 1875 comme indépendant et de 1878 à 1879 pour le Parti libéral du Québec.

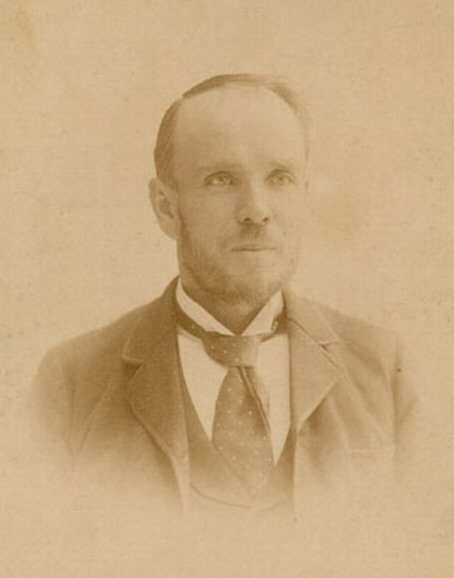
Honoré Petit est député de Chicoutimi-Saguenay de 1892 à 1900 pour le Parti conservateur du Québec et de 1900 à 1912 pour le Parti libéral du Québec.

|  | 1867-1871 | Pierre-Alexis Tremblay | Indépendant              |
|  | 1871-1874 | Pierre-Alexis Tremblay | Libéral                  |
|  | 1874-1875 | Michel-Guillaume Baby  | Conservateur             |
|  | 1875-1878 | William Evan Price     | Conservateur             |
|  | 1878-1880 | William Evan Price     | Conservateur indépendant |
|  | 1880-1881 | Élisée Beaudet         | Conservateur             |
|  | 1881-1886 | Élie Saint-Hilaire     | Conservateur indépendant |
|  | 1886-1888 | Élie Saint-Hilaire     | Conservateur indépendant |
|  | 1888-1890 | Séverin Dumais         | National                 |
|  | 1890-1892 | Onésime Côté           | National                 |
|  | 1892-1897 | Honoré Petit           | Conservateur             |
|  | 1897-1900 | Honoré Petit           | Conservateur             |
|  | 1900-1904 | Honoré Petit           | Libéral                  |
|  | 1904-1908 | Honoré Petit           | Libéral                  |
|  | 1908-1912 | Honoré Petit           | Libéral                  |